# Camphill mozgalom
A Camphill mozgalom a fogyatékos gyermekeket segítő, velük együtt élő közösség. A mozgalom alapítója, dr. Karl König a skóciai Aberdeenben 1939-ben kezdeményezte osztrák emigráns társaival olyan házak létrehozását, ahol fogyatékos gyermekekkel együtt élnek és dolgoznak. A közösség aztán nőttön-nőtt, mára már a világ számos pontján léteznek ilyen otthonok. A Camphill mozgalom az antropozófia „gyógyító neveléssel” kapcsolatos elveire épül.

## Alapítása
Az első Camphill mozgalomhoz tartozó ház maga a Camphill ház volt, amelyet Dr. Karl König alapított sorsüldözött társaival Skóciában. Ez 1938. május 28-án történt. Az alapítók célja az volt, hogy ebben a közösségben speciális segítségre szoruló emberekkel élnek együtt, és számukra olyan terápiás segítséget nyújtanak, hogy azok fogyatékosságuk ellenére a legjobb képességeiket tudják kifejleszteni. Később csatlakozott a mozgalomhoz néhány hasonló felfogású otthon.
Ez a munka egyébként dr. König elképzeléseiben elválaszthatatlan volt az otthonban dolgozó munkatársakkal történő közösségépítési törekvésektől, ami – különösen az akkori kor jellemző szociális viszonyait figyelembe véve – egy teljesen új közösség képét és egy egészen új közösségi formát vázolt fel az otthonokban dolgozó emberek elé. A Camphill közösségek így a segítségre szoruló emberekkel való úttörő munka mellett a jövő új szociális formáinak kohóivá váltak, ahol az emberek egymáshoz és a munkához való viszonya eltér a mai korban megszokott mindennapi rutinoktól.

## Az otthon
A Camphill intézetekben a gyerekek több, egymástól külön álló családi házban élnek. Általában  10 sérült gyermek él egy házban 2-3 fős szobákban. Minden házat egy úgynevezett  házszülőpár irányít, akik saját gyermekeikkel együtt itt élik teljes életüket. Ezekben a házakban a sérült gyerekkel együtt élnek azok a szakemberek is, akik a gyógyító nevelésben részt vesznek: az orvosok, tanárok, terapeuták és nevelők. Ezért használják a Camphillekre a közösség fogalmát, mert minden egyes ház olyan emberek közössége, akik önként vállalták életük fő feladatául a sérült gyerekek és felnőttek gyógyítását és nevelését. Minden itt élő gyermek és felnőtt  életének ez a ház a legfontosabb területe. Ez az otthona. A házakban folyó munka a legfontosabb a gyermekek fejlődését szolgáló gyógyító nevelésben, ezért rendkívül nagy jelentősége van a megfelelő  életkörülmények kialakításának.

## A nevelő
A Camphill intézetekben a nevelő olyan, mintha a hozzá tartozó gyermek anyja vagy apja lenne. Általában egy nevelő 2 – 3 gyereket gondoz. Súlyos vagy halmozottan fogyatékos gyermek esetében csak egy gyermeket gondoz egy nevelő. A nevelő feladata nagyon összetett munka, minden olyan tevékenységet ő végez, amely gyerekei ellátásával van kapcsolatban. Ő felel gyermekei biztonságáért, egészségéért. Az ő feladata a kapcsolattartás a szülőkkel, a gyermekeket oktató osztálytanítóval.  Ébresztés, öltöztetés, fürdetés, majd reggelente ő kíséri a gyerekeit az iskolába és ő is hozza haza. Feladatai között szerepel még az egyéni szabadidő kreatív eltöltése is gyerekeivel. Camphillben  minden házimunkát a nevelők végeznek, szigorúan a gyerekek bevonásával. Ez a fajta közös munka az egyik legfontosabb terápia Camphillben. A gyerekekkel együtt végzik az étkezések előtt a terítést, az étkezések utáni mosogatást, a ház takarítását, és minden olyan tevékenységet, amely a ház működésével van kapcsolatban. Minden gyerek, függetlenül fogyatékossága súlyosságától, ezekbe a munkafolyamatokba be van vonva, természetesen egyéni képességei maximális figyelembevételével.

## A tanulás
A gyógyító nevelés kiemelkedő jelentőségű része az oktatás. Karl König 1950-ben vezette be az intézetében élő fogyatékos gyerekek számára a Waldorf oktatást. A Magyarországi gyakorlattal ellentétben, ahol az imbecillisek foglalkoztató iskolába járnak, a gyógyító nevelést alkalmazó intézetekben minden gyermek – függetlenül fogyatékossága állapotától – oktatásban vesz részt. A tanárnak kell megtalálnia azokat a lehetőségeket és utakat, amelyeken keresztül a tananyagot a gyerekekkel – függetlenül azok egyéni képességeitől – megismertetheti. A tanár számára ez egy nagy kihívás, mert az ilyen osztályokban mindig vannak gyerekek, akik demotíváltak, akik álomvilágban élnek, és mások, akik hiperaktívak  sőt olyanok is, akiknek motorikus problémáik vannak. A tanárnak minden energiájára és kreatív képzelőerejére szüksége van ahhoz, hogy valamennyi gyereket bevonja a tanulásba és egyaránt mindenki az osztály részének érezze magát. Ebben a munkában nagyon nagy segítséget kap a tanár, a tanításban segítő nevelőktől. Egy osztályban a létszám általában 5 és 10 fő között van. A gyerekek állapotától függően 2-3 nevelő segít a tanárnak.